# 12978 Ivashov
12978 Ivashov eller 1978 SD7 är en asteroid i huvudbältet som upptäcktes den 26 september 1978 av den sovjetisk-ryska astronomen Ljudmila Zjuravljova vid Krims astrofysiska observatorium på Krim. Den är uppkallad efter skådespelaren Vladimir Sergeyevich Ivashov.
Asteroiden har en diameter på ungefär 3 kilometer.